# Manuscrit du Roi
Le Manuscrit du Roi est un célèbre chansonnier, c'est-à-dire un recueil de chansons, rédigé vers le milieu du XIIIe siècle.

## Le Manuscrit et ses origines
Il contient plus de 600 chants, composés pour la plupart entre la fin du XIIe siècle et le début du XIIIe. Certains ont été écrits par des troubadours et des trouvères célèbres, comme Guiot de Dijon ou Richard de Fournival, mais aussi par des auteurs dont le nom s'est perdu.
On attribue la réalisation de ce chansonnier à Charles d'Anjou. Aujourd'hui, l'état du recueil est très mauvais. Certains textes ont même été détruits. Il reste malgré tout l'un des principaux témoignage de l'art musical médiéval.

## Enregistrements
Le Manuscrit du Roi a été enregistré en 1992 par l'ensemble Perceval, et a été édité en 1993 par Arion. Jordi Savall a enregistré des pièces du manuscrit en 2007 à l'abbaye de Santes Creus, et les a éditées en 2008.
- Dansse Real. Pièces instrumentales du chansonnier du Roi (c. 1300) - Ensemble Cinco Siglos (Fonoruz CDF-270) (Fiche sur medieval.org)